# Hedvig Péter
Hedvig Péter (Budapest, 1928. június 20. – Csobánka, 1999. június 18.) magyar fizikai kémikus, egyetemi tanár. Az Eötvös Loránd Tudományegyetemen általános atomfizikát és spektroszkópiát oktatott. Az IEAE szakértője volt. Az Eötvös Loránd Fizikai Társulat és a Magyar Kémikusok Egyesülete (MKE) tagja volt. Az Európai Fizikai Társaság tagja volt. A fizikai tudományok kandidátusa (1958), a fizikai tudományok doktora (1991). 

## Életpályája
Elemi iskoláit Dunaharasztiban végezte el. 1946-ban érettségizett a budapesti Széchenyi István Gimnáziumban. 1948–1953 között az Eötvös Loránd Tudományegyetem Természettudományi Kar fizikus szakát végezte el. 1950–1962 között az Eötvös Loránd Tudományegyetemen és az MTA KFKI-ban mikrohullámú spektroszkópiával foglalkozott. 1953–1958 között az Magyar Tudományos Akadémia Tudományos Minősítő Bizottságbann (TMB) Faragó Péter aspiránsa az MTA Központi Fizikai Kutatóintézet Elektromos Mágneses Hullámok Osztályán. 1958–1962 között az Eötvös Loránd Tudományegyetem Természettudományi Kar Atomfizikai Tanszék alapító egyetemi adjunktusa volt; új laboratóriumokat szervezett, polimerfizikával és a sugárhatás fizikájával és kémiájával foglalkozott. 1960-ban az urbanai Illinois Egyetemen a Nemzetközi Atomenergia Ügynökség (NAÜ) ösztöndíjasa volt. 1962-től műanyagkutató és tudományos tanácsadó volt. 1962–1989 között a Műanyagipari Kutatóintézet Sugárkémiai Csoportjának illetve Osztályának tudományos főmunkatársa volt. 1967-től a Magyar Tudományos Akadémia Műanyag-kémiai illetve Polimerkémiai Szakbizottsága tagja volt. 1989-től nyugdíjas tudományos tanácsadó volt.
Kutatási területe a nagy energiájú sugárzás hatása a műanyagokra.

## Családja
Szülei Hedvig Ferenc (1890-1952) gyógyszerészsegéd és Golomidova Anasztázia (1895–1969) orvos voltak. 1953-ban házasságot kötött Szántai Máriával. Egy lányuk született: Olga (1955-), aki Dippold Péter könyvtáros felesége.

## Művei
- Magneto optikai jelenségek vizsgálata mikrohullámokon (kandidátusi értekezés; Budapest, 1957)
- Demonstrációs kísérletek a fizikushallgatók valószínűségszámítási előadásaihoz az Eötvös Loránd Tudományegyetemen (Fizikai Szemle, 1959)
- Mágneses rezonanciamódszerek alkalmazása a fizikában, a kémiában és a biológiában (Fizikai Szemle, 1961)
- Dielektromos állandó és veszteség mérése mikrohullámokon (Fizikai Szemle, 1962)
- Félvezető polimerek (Magyar Kémikusok Lapja, 1963)
- Kémiai szerkezetkutatás rádióhullámokkal (kismonográfia; Zentai Györgyivel; Új technika; Budapest, 1965)
- Kvantumelektronika (kismonográfia; Új technika; Budapest, 1965)
- Szerveskémiai elemzés rádióhullámokkal (kismonográfia 47 fekete-fehér ábrával; Zentai Györgyivel; Új technika; Budapest, 1966)
- Rádiófrekvenciás és mikrohullámú spektroszkópia az analitikai kémiában (Kémiai Közlemények, 1967)
- Műanyagok öregedésének vizsgálata elektromos vezetőképesség-méréssel és elektronspin rezonanciával (Műanyagipari Kutató Intézet Közleményei; 13. Budapest, 1968)
- Kémiai szerkezetkutatás rádióhullámokkal. – Microwave Study of Chemical Structures and Reactions (monográfia; Zentai Györgyivel; London–Budapest, 1969)
- Elektromos vezetés és polarizáció műanyagokban (Monográfia és benyújtott doktori értekezés is; Budapest, 1969)
- Polivinilklorid kábelanyag öregedésének vizsgálata elektromos vezetőképesség-mérésekkel (Kisbényi Máriával) – Műanyagvizsgálat dielektromos spektroszkópiával. – Lágyított polivinilklorid vezetőképességi stabilitásának mérése váltóárammal (Kisbényi Máriával; Műanyag és Gumi, 1969)
- Politetrafluor-etilén sugárzásos degradációjának vizsgálata elektronspin-rezonanciával (Magyar Kémiai Folyóirat, 1969)
- Kémiai szerkezetek és reakciók vizsgálata mikrohullámokkal (1969)
- Műanyagvizsgálat mechanikai relaxációval (Műanyag és Gumi, 1970)
- A sugársterilizáláshoz használt műanyagok sugárzásos degradációjának vizsgálati módszerei (Atomtechnikai Tájékoztató, 1970)
- Műanyagok öregedésének vizsgálata elektromos vezetőképesség-méréssel és elektronspin rezonanciával (Kémiai Közlemények, 1970)
- Molekulamozgékonyság-mérés polimerekben dielektromos és mechanikai relaxációs spektroszkópiával (Kémiai Közlemények, 1971)
- Szabadgyök reakciók vizsgálata polimerekben (1972)
- Automatikus laboratóriumi elemző módszerek (Magyar Kémikusok Lapja, 1974)
- Kísérleti kvantumkémia (1975)
- Polimerek kombinált relaxációs vizsgálata (1976)
- Műanyagok villamosipari alkalmazása (A BME Továbbképző Intézete kiadványai; Budapest, 1976; 2. átdolgozott kiadás: 1984)
- Műanyagtermékek minőségellenőrzésének újabb módszerekkel. 1–3. (Magyar Kémikusok Lapja, 1978–1979)
- Műanyagok minőségellenőrzése kombinált relaxációs módszerrel (Forgács Péterrel, Miskolczy Lászlóval; Műanyag és Gumi, 1981)
- Műanyagok kúszásának vizsgálata differenciális termomechanikai módszerrel. – Mikroprocesszorok alkalmazása műanyagok üzemi minőségellenőrzésére (Műanyag és Gumi, 1985)
- Kemény PVC-fóliák mechanikai jellemzőinek hosszú távú előrejelzése (Műanyag és Gumi, 1986)
- Erősített és töltött műanyagok vizsgálata dielektromos spektroszkópiával (Bánhegyi Györggyel; Műanyag és Gumi, 1987)
- Gyorsított elektronokkal besugárzott lineáris kissűrűségű polietilén mechanikai feszültségrelaxációja magas hőmérsékleten (Magyar Kémiai Folyóirat, 1989)
- Nagyenergiájú sugárzás hatása a lineáris, kissűrűségű polietilén dinamikus mechanikai jellemzőire (Műanyag és Gumi, 1989)
- Nagyenergiájú sugárzás hatása műanyagokra (Doktori értekezés; Budapest, 1989)
- Üveges állapotú műanyagok kúszása és feszültségrelaxációja. – A környezet hatása a műanyagok kúszására és feszültségrelaxációjára. – Műanyagok kúszásának feszültségrelaxációjának mérése (Műanyag és Gumi, 1990)
- A dielektromos permittivitás változása kaucsuk vulkanizálásakor (Műanyag és Gumi, 1996)